# Сладковское сельское поселение (Свердловская область)
Сладко́вское се́льское поселе́ние — муниципальное образование в Слободо-Туринском районе Свердловской области.
Административный центр — село Сладковское.

## География
Сладковское сельское поселение расположено в северной части Слободо-Туринского района, граничит с Туринским городским округом.

## История
Сладковское сельское поселение образовано 25 октября 2004 года в соответствии с Законом Свердловской области от № 149-ОЗ, в его состав вошли населённые пункты бывших Сладковского, Пушкаревского и Куминовского сельсоветов.

## Население
| 2010  | 2011  | 2012  | 2013  | 2014  | 2015  | 2016  |
| ----- | ----- | ----- | ----- | ----- | ----- | ----- |
| 2116  | ↘2108 | ↘2050 | ↘1977 | ↘1919 | ↘1875 | ↘1811 |
| 2017  | 2018  | 2019  | 2020  | 2021  | 2023  |       |
| ↘1778 | ↘1716 | ↘1686 | ↘1653 | ↗1684 | ↘1645 |       |

## Состав сельского поселения
| №  | Населённый пункт | Тип населённого пункта       | Население |
| -- | ---------------- | ---------------------------- | --------- |
| 1  | Андронова        | деревня                      | ↘166      |
| 2  | Барбашина        | деревня                      | ↘129      |
| 3  | Куминовское      | село                         | ↘235      |
| 4  | Макуй            | деревня                      | ↘166      |
| 5  | Новая            | деревня                      | →0        |
| 6  | Пушкарево 1-е    | село                         | ↘107      |
| 7  | Пушкарево 2-е    | село                         | ↘100      |
| 8  | Сладковское      | село, административный центр | ↘657      |
| 9  | Суханова         | деревня                      | ↘44       |
| 10 | Томилова         | деревня                      | ↘80       |